# غريب خطر
«الغريب الخطر» هو الفكرة أو التحذير الذي يعتقده الناس بأن كل الغرباء بشكل متوقع يشكلون خطر بشكل أو بأخر. وهو مثال على الخوف الاخلاقى الذي يعانيه الناس تجاه اى شخص غير مألوف في المجتمع. ويعود معنى عبارة الغريب الخطر بالنسبة للبالغين إلى الاشخاص الغرباء اللذين لا يعرفهم الأطفال وقد انتشرت هذة العبارة انتشارا واسعا وتكررت على مسامع الأطفال اثناء طفولتهم كثيرا. العديد من الكتب والافلام ووسائل المساعدة العامة اعلنت عنها لمساعدة الأطفال في تذكرها. هذا المبدأ تم انتقاده وتجاهله لان معظم نتائج اختطاف الأطفال وايذائهم لا تنتج من الغرباء بل من شخص يعرفه الطفل.
على الرغم من ان هناك أنواع أخرى من الخطر مثل الاخطاف من اجل فدية، التهديد الحقيقى الذي ترتبط به حملات «الغريب الخطر» هو الاعتداء الجنسى على الأطفال. وقد عززت وسائل الاعلام فكرة الخوف العام من الغرباء باعتبارهم خطر محتمل جنسيا، وعلى الرغم من ان الاعتداءات الجنسية على الأطفال تحدث على الارجح من العائلات، وفي السنوات الاخيرة تحول تركيز هذة الحملات إلى عكس الخطورة التي يواجها الأطفال من اشخاص يعرفونهم بالفعل.